# Adamiv, Polonne
Adamiv (în ucraineană Адамів) este un sat în comuna Velîka Berezna din raionul Polonne, regiunea Hmelnîțkîi, Ucraina.

## Demografie
Componența lingvistică a localității Adamiv
     Ucraineană (100%)
Conform recensământului din 2001, toată populația localității Adamiv era vorbitoare de ucraineană (100%).